# شوکو میکامی
شوکو میکامی (انگلیسی: Shoko Mikami؛ زادهٔ ۸ ژانویهٔ ۱۹۸۱) بازیکن فوتبال اهل ژاپن است که سابقهٔ بازی در تیم ملی فوتبال زنان ژاپن را نیز دارد.